# Раяновци (Видинская область)
Раяновци (болг. Раяновци) — село в Болгарии. Находится в Видинской области, входит в общину Белоградчик. Население составляет 122 человека.

## Политическая ситуация
Кмет (мэр) общины Белоградчик — Емил Евгениев Цанков (независимый) по результатам выборов в правление общины.